# Школа Компару

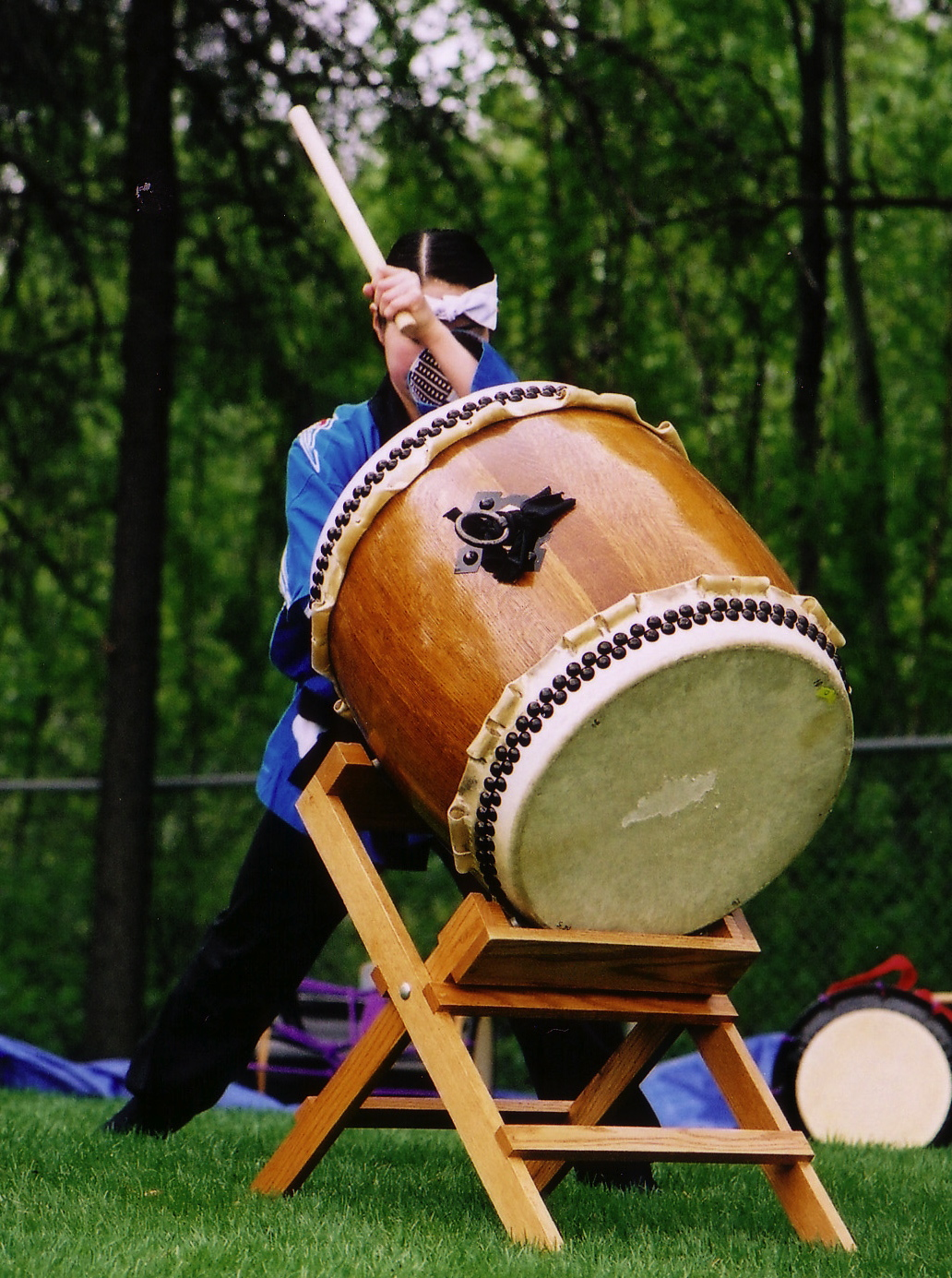
Большой японский барабан тайко

Школа Компару (яп. 金春流, 今春流 компару-рю:) — одна из пяти старейших школ в японском театре но. Делится на школу исполнения главных ролей ситэ и школу игры на большом японском барабане тайко.

## История
Актёрская школа Компару происходит от древней актёрской труппы Эмманъи (яп. 円満井) из провинции Ямато, исполнителей театрального искусства саругаку. Её патриархом является Хата-но Кавакацу, чиновник VIII века, выходец из Кореи или Китая. Однако реальным основателем школы является актёр и драматург Компару Дзэнтику (1405—1470?). Особого расцвета школа приобрела в XVI веке. На протяжении периода Эдо она находилась под патронажем японских чиновников. Выдающимися актёрами этой школы в новое время были Компару Хиронари, Сакурама Садзин, Сакурама Кюсэн и другие.
Школа барабанщиков Компару была основана Компару Сабуро Тоёудзи, дядей Компару Дзэнтику. Её также называют школой Компару Соэмона (яп. 金春惣右衛門流), или просто школой Соэмона (яп. 惣右衛門流).